# Brunstane
Brunstane è un sobborgo nord-orientale della città di Edimburgo, in Scozia. Si trova sulla strada A1 ed è servita dalla stazione ferroviaria di Brunstane.
Brunstane è composta in parte da nuove abitazioni come le residenze Gilberstoun, ma anche abitazioni degli anni '50 come la Magdalene e la Christians, che si trovano rispettivamente a sud e a nord della via Milton Road.
Nella zona si trova il campus Milton road del college di Edimburgo e il più grande supermercato Asda di Edimburgo.
Le aree commerciali e di divertimento sono situate nei pressi del parco Fort Kinnaird.
Nel sobborgo c'è anche la spiaggia di Portobello.

## Casa Brunstane
Gran parte dell'area una volta faceva parte della casa Brunstane (terre correlate alla casa).
Occupata fin dai tempi del medioevo e a cui talvolta ci si riferisce come Gilbertoun, la cas fu occupata dalla famiglia Crichton durante il periodo della Riforma, divenuta famosa per la cospirazione contro il cardinale Beaton.

## Trasporti
Brunstane è servita dai bus di  Lothian Buses che fornisce 5 linee:
5
Hunters Tryst - Oxgangs - Morningside - Newington - North Bridge - Meadowbank - Northfield - Brunstane - Asda
44/44A
Balerno - Slateford Station - Haymarket - Princes Street - Meadowbank - Brunstane - Musselburgh - Wallyford
X44
Haymarket - Princes Street - Regent Road - Meadowbank - Brunstane - A1 - Wallyford - Tranent
113
Western General Hospital - West End - Regent Road - Brunstane - Eastfield - Musselburgh - Wallyford Park & Ride - Tranent - Ormiston - Pencaitland
N44
Tranent - Wallyford - Musselburgh - Brunstane - City Centre - Slateford - Juniper Green - Currie - Balerno